# Niro Higuchi
Niro Higuchi (1 de março de 1952, Ji) é um pesquisador brasileiro, membro titular da Academia Brasileira de Ciências na área de Ciências da Terra desde 6 de maio de 2014 e membro da Academia Nacional de Engenharia. É pesquisador do Instituto Nacional de Pesquisas da Amazônia estudando temas ambientais, como a causa de mortes de árvores na região.
Foi condecorado com a comenda da Ordem Nacional do Mérito Científico.